# Beers (Brabant-Septentrional)
Pour les articles homonymes, voir Beers.

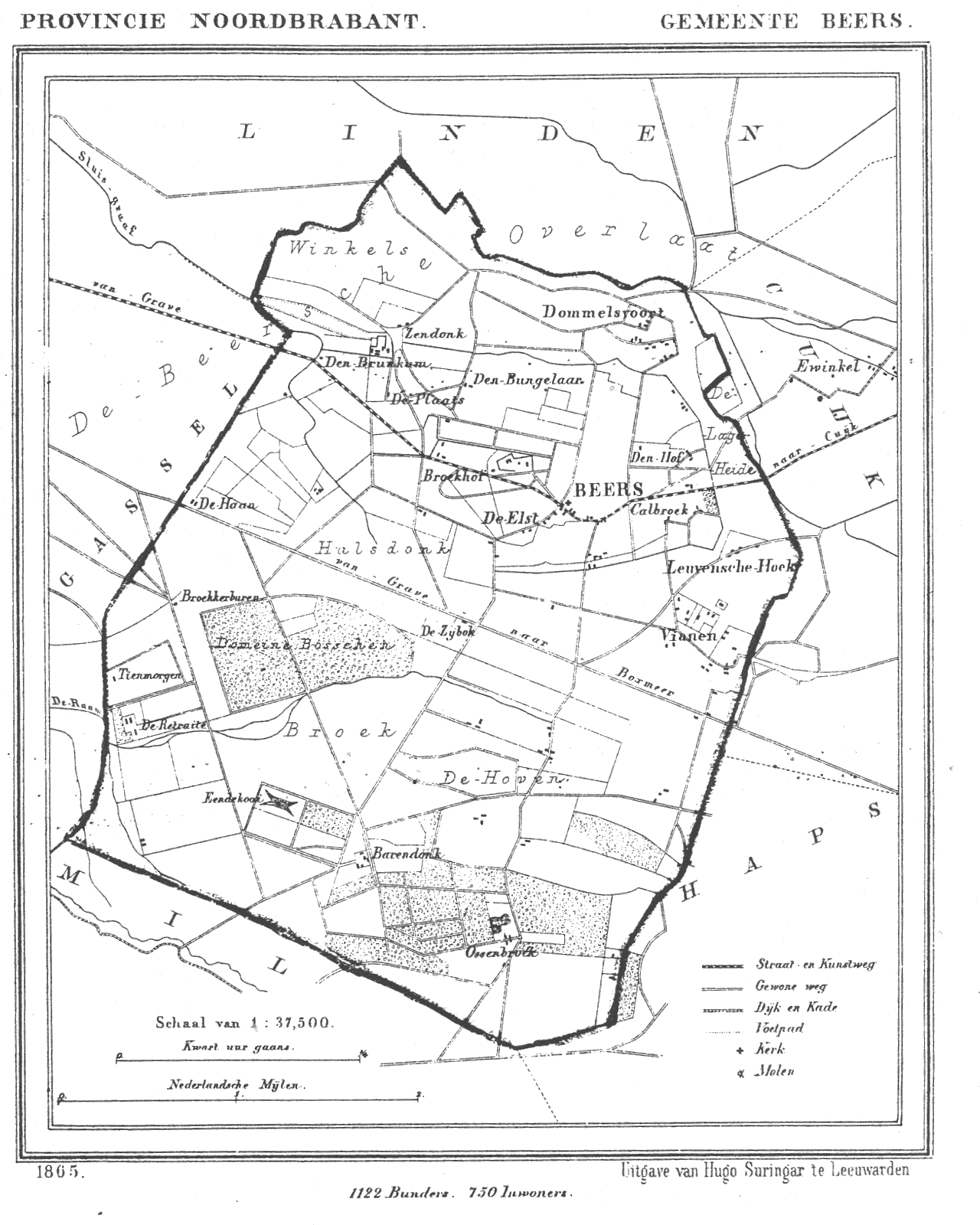
L'ancienne commune de Beers en 1865

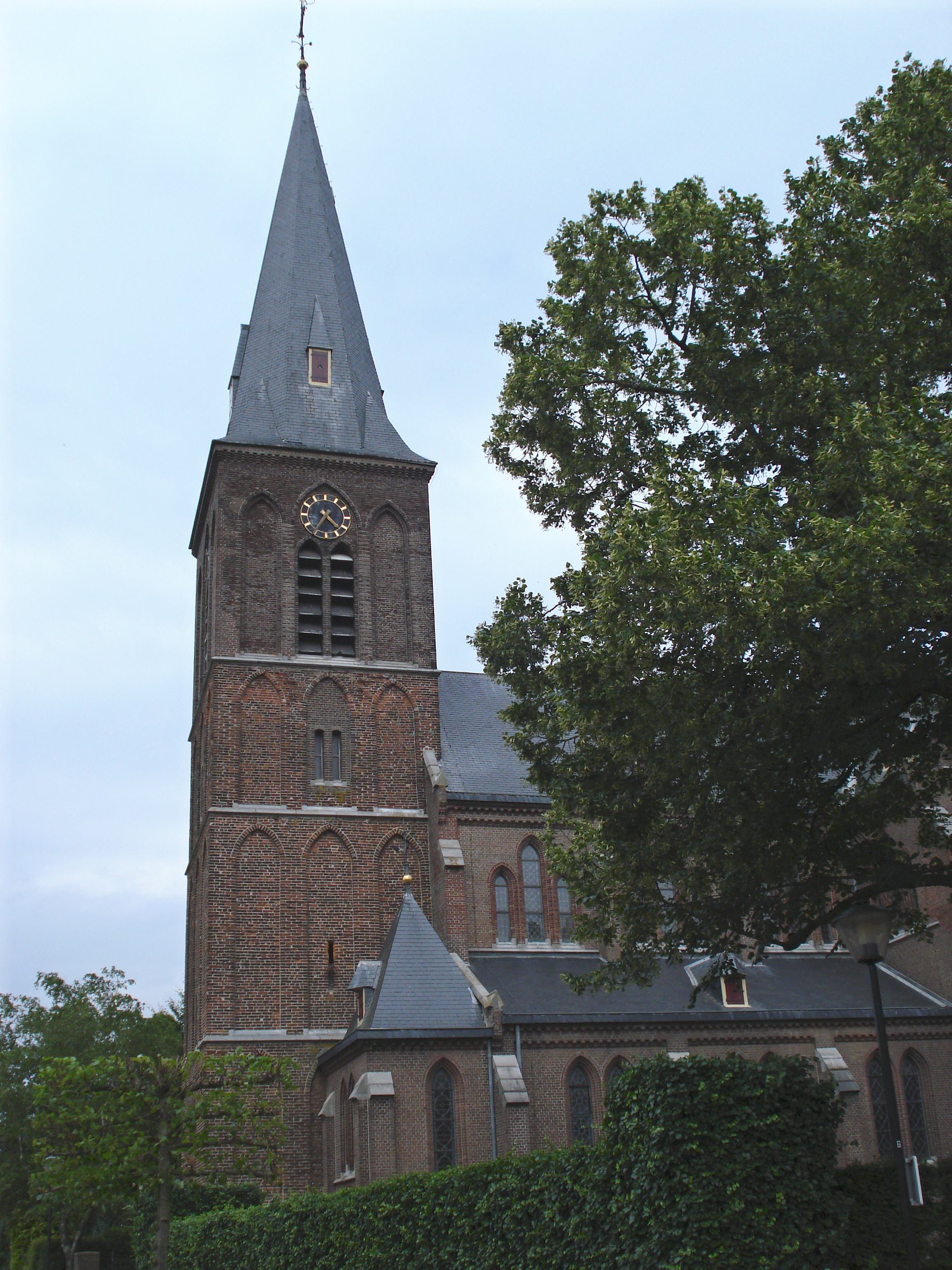
Beers, la tour de l'église, XVe siècle

Beers est un village néerlandais de la commune de Cuijk dans le nord-est de la province du Brabant-Septentrional à proximité de la rive gauche de la Meuse. Au 1er janvier 2005, Beers compte 1 731 habitants.

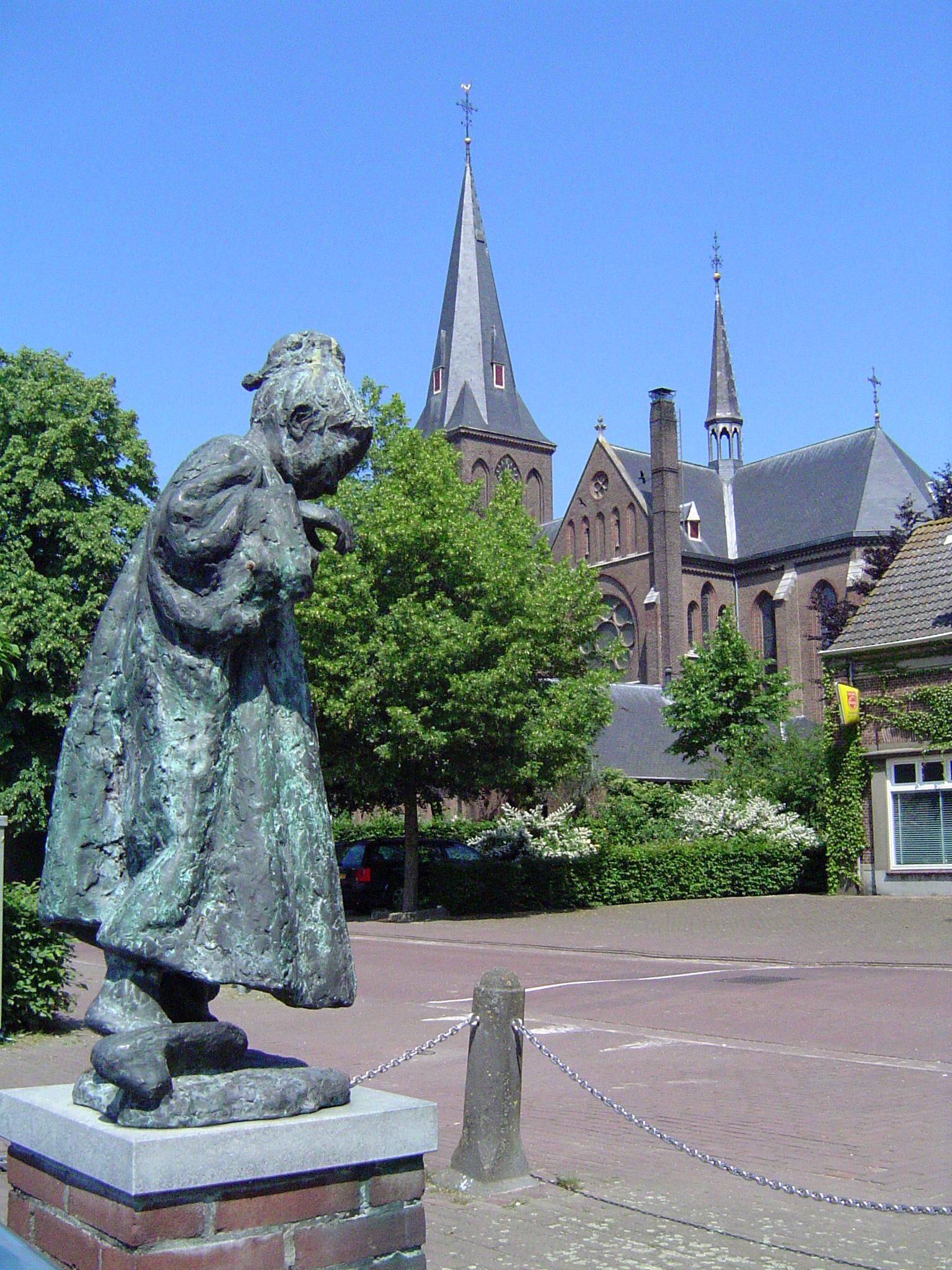
Beers, église et statue d'enfant jouant à la mémé

## L'histoire
Beers est mentionné pour la première fois dans le XIe siècle. Le nom vient peut-être de bere, qui peut signifier bourbier, nom bien révélateur pour ce village, situé au bord du Déversoir de Beers. Beers est situé dans le Pays de Cuijk, le village appartient aux Seigneurs de Cuijk, mais a son propre Conseil. Vers 1814, sous Napoléon et à la fondation de Royaume des Pays-Bas, Beers devient commune indépendante. En 1942 Groot-Linden et Gassel sont annexés par la commune de Beers. En 1994, la commune de Beers est dissoute, Gassel est annexé à la commune de Grave, tandis que Beers et Groot-Linden sont attachés à la commune de Cuijk en Sint Agatha qui à cette occasion prend le nom de commune de Cuijk.

## La paroisse
Beers était une paroisse indépendante du doyenat de Cuijk avec une église médiévale du XVe siècle. Il y avait un guilde, confrérie de St. Jean Baptise et St.Antoine, de caractère exclusivement religieux, qui existe toujours, maintenant à caractère folklorique, sous le nom de guide de St.Antoine.
Au temps de la Révolution française, l'occupant français avait saisi et désacralisé l'ancienne église du XVe siècle. En 1801, les catholiques l'ont repris en service. Faute à des réparations multiples trop chères on construit vers 1890, tout en gardant la Tour du XVe siècle, l'église actuelle, qui a été consacrée en 1891. L'église possède quelques œuvres d'art religieux.

## Déversoir de Beers
En 1922 on met en place entre Linden et Gassel le Beerse Overlaat, Déversoir de Beers. Ce déversoir, un quai bas de la Meuse était une mesure de sécurité pour régulariser les inondations fréquentes de la rive gauche de la Meuse. Le déversoir déviait en temps de crue le trop-plein de la Meuse vers le Maaskant. L'eau passait par la zone inondable du Traverse du Déversoir de Beers pour rejoindre la Meuse à la hauteur de Bois-le-Duc. Le Déversoir de Beers est fermé en 1942.
Actuellement, on étudie la possibilité d'une réinstallation du déversoir.

## Vocation touristique
Dans la première partie de la Beerse Overlaat, entre Linden et Beers, on a creusé des carrières de sable et de graviers. Après épuisement, ces carrières sont changées en grands plans d'eau, neuf au total, qui encerclent le village de Linden, devenu presqu'île. Ces Kraaijenbergse Plassen donnent à Linden et à Beers un avenir dans le tourisme aquatique.

## Divers
Beers possède un moulin décoiffé du type moulin à étage qui attend restauration.

## Galerie d'images

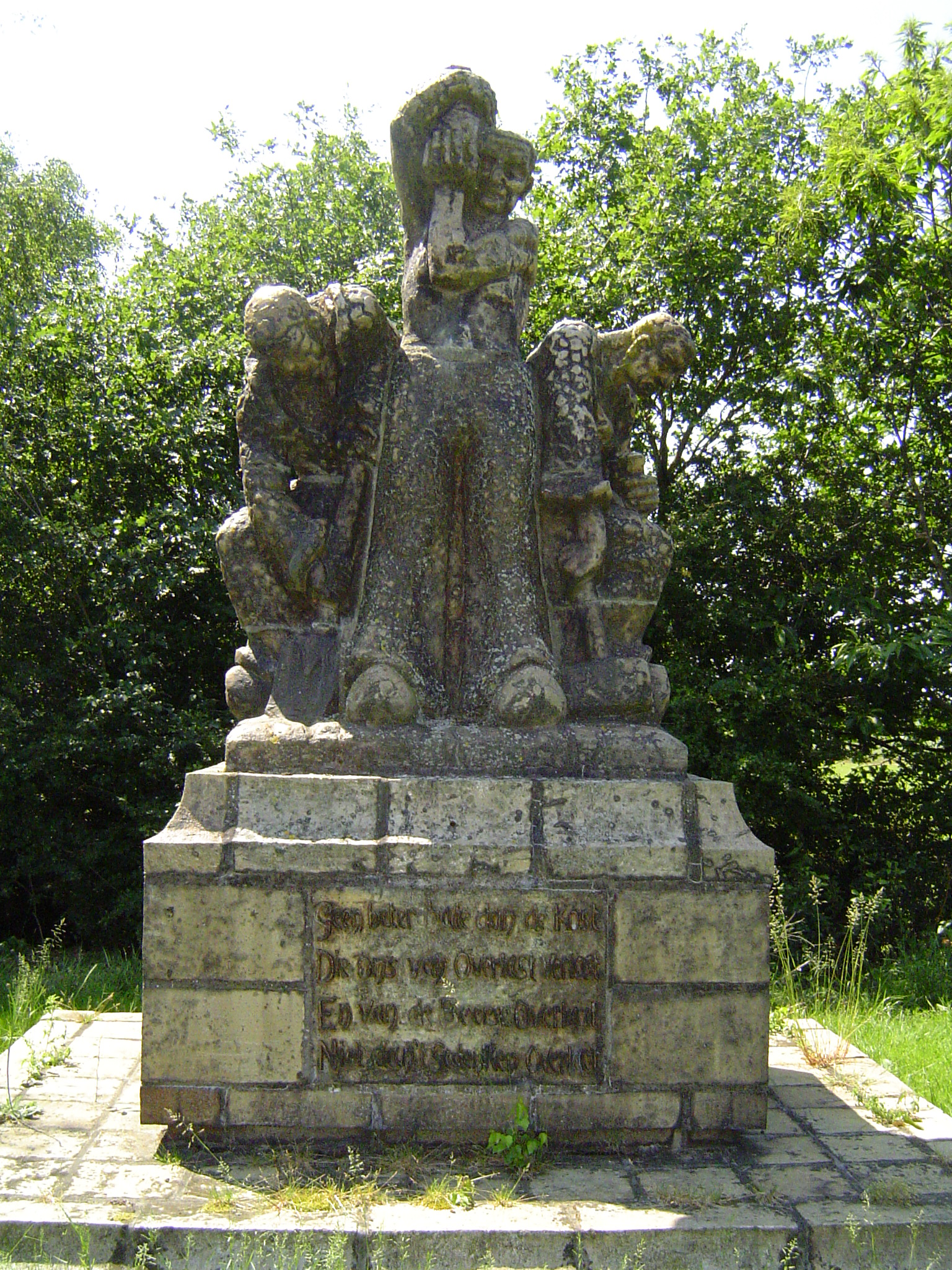
Gassel-Beers, monument commémorant la fermeture du Déversoir de Beers
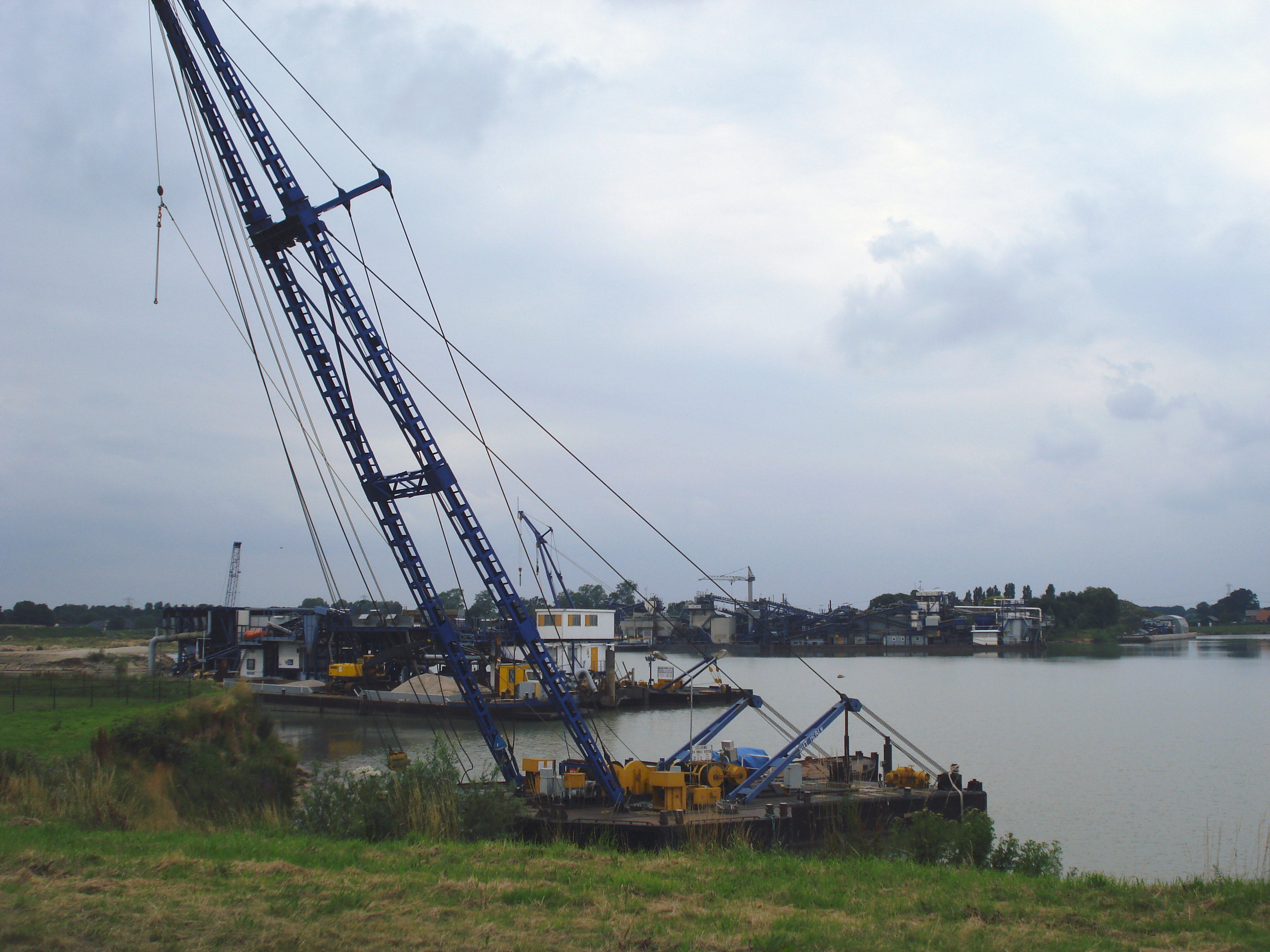
Beers, la carrière de sable
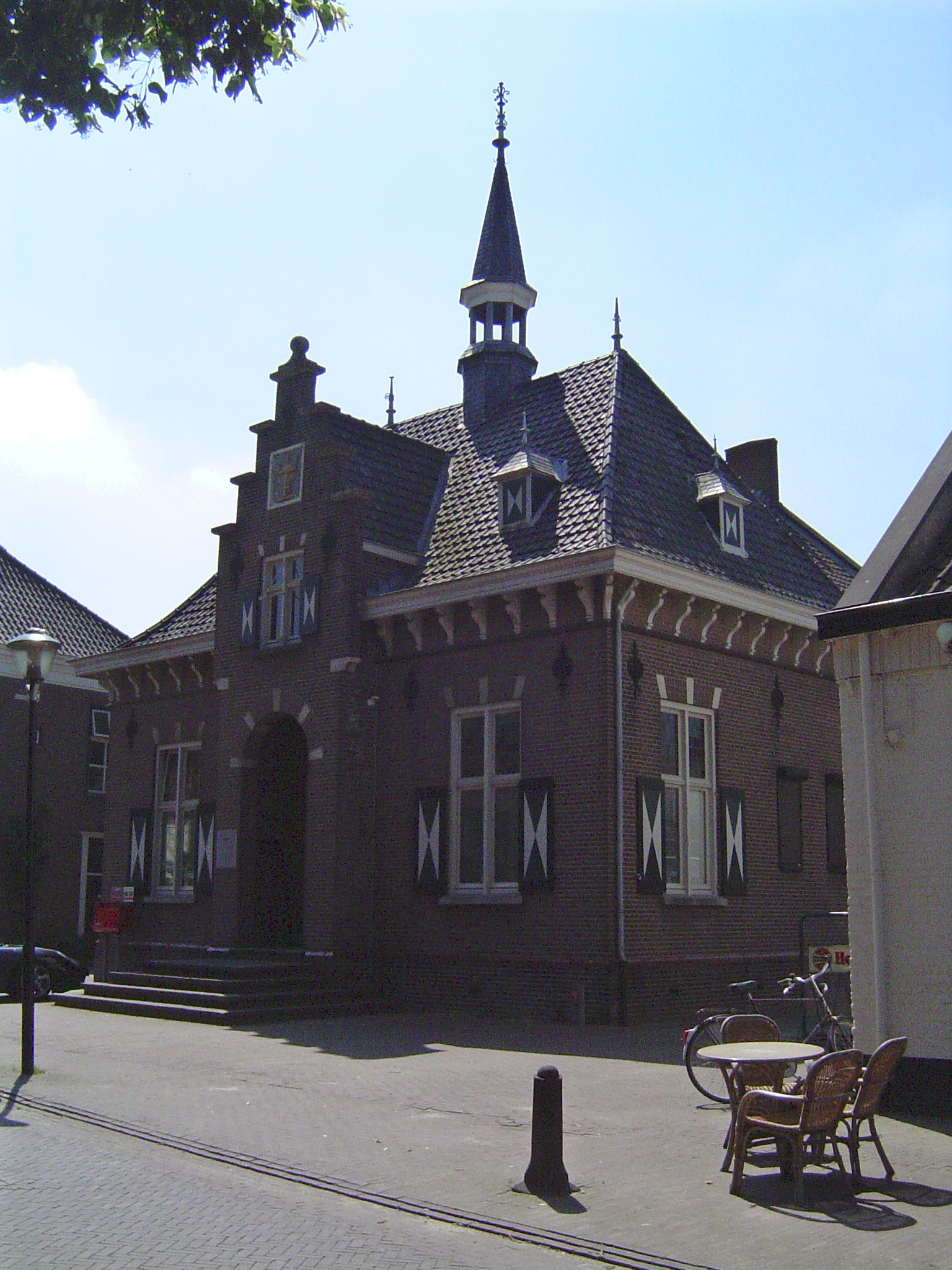
Beers, l'ancienne mairie
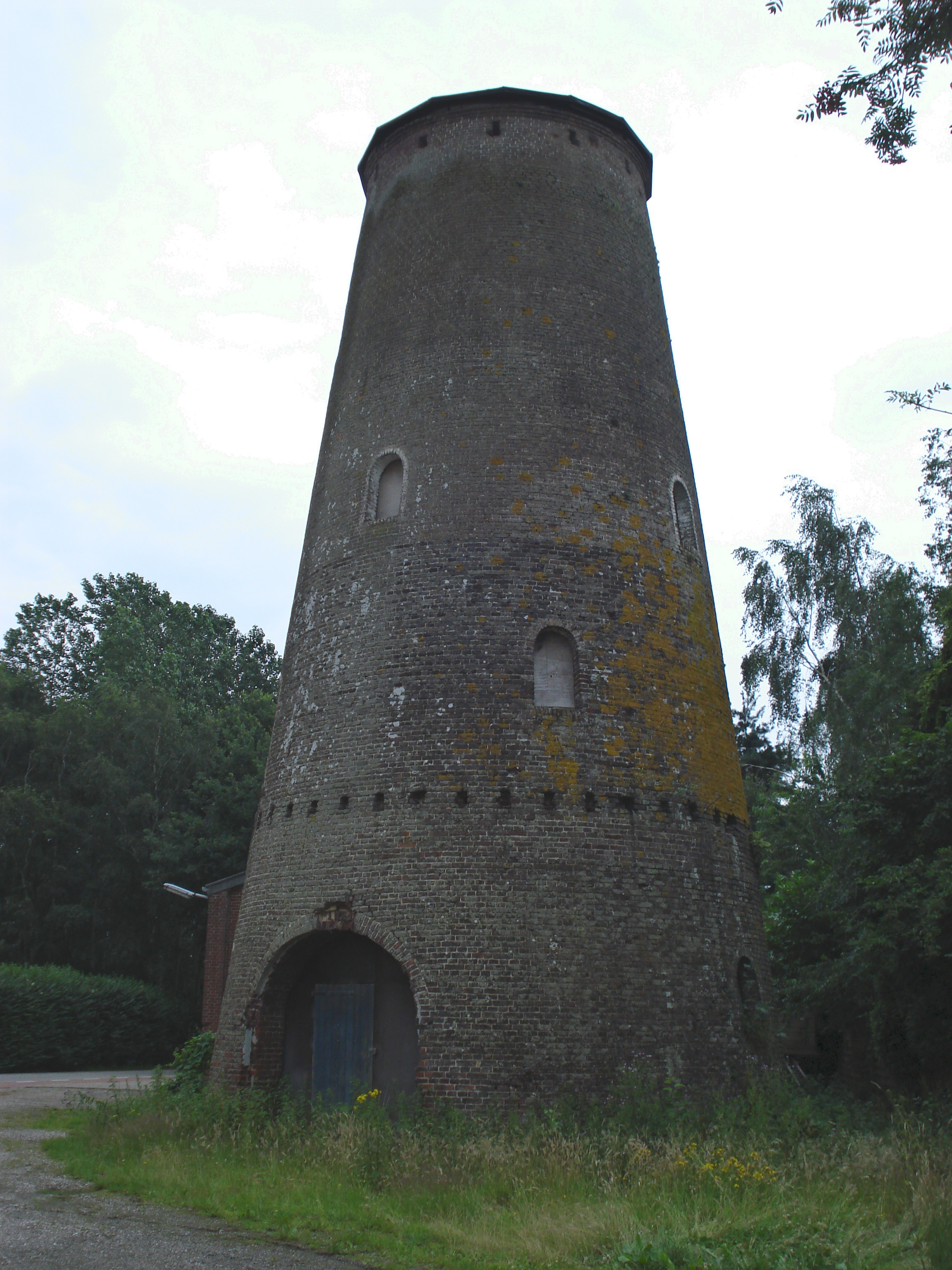
Beers, le moulin décoiffé